# Masa y energía en relatividad general
El concepto de masa en relatividad general (RG) es más sutil que el concepto de masa en relatividad especial. De hecho, en la teoría relatividad general no existe una única definición de la noción de masa, sino que existen varias definiciones diferentes que extienden el concepto newtoniano y que sólo son aplicables en circunstancias especiales. En algunos casos, incluso es totalmente imposible definir la masa total de algunos sistemas desde el punto de vista de la relatividad general de manera consistente y físicamente objetiva.
La razón de esta sutileza es que la energía y el momento en el campo gravitatorio no pueden localizarse de forma inequívoca. (Véase el capítulo 20 de.) Así, las definiciones rigurosas de la masa en la relatividad general no son locales, como en la mecánica clásica o en la relatividad especial, sino que hacen referencia a la naturaleza asintótica del espaciotiempo. Existe una noción bien definida de la masa para los espacios-tiempo asintóticamente planos y para los espacios asintóticamente anti-De Sitter. Sin embargo, estas definiciones deben utilizarse con precaución en casos más complicados.

## Definición de la masa en relatividad general: conceptos y obstáculos
En la relatividad especial, la masa en reposo de una partícula puede definirse inequívocamente en términos de su energía y su momento, tal y como se describe en el artículo sobre masa en la relatividad especial. Sin embargo, la generalización de la noción de energía y cantidad de movimiento a la relatividad general no es trivial o directa. La razón principal es que el propio campo gravitatorio contribuye a la energía y al momento lineal. Sin embargo, la "energía del campo gravitatorio" no es una parte del tensor de energía-momento; en cambio, lo que podría identificarse como la contribución del campo gravitatorio a una energía total es parte del tensor de Einstein en el otro lado de la ecuación de Einstein (y, como tal, una consecuencia de la no linealidad de estas ecuaciones). Aunque en ciertas situaciones es posible reescribir las ecuaciones de modo que parte de la "energía gravitatoria" se sitúe ahora junto a los otros términos fuente en forma de pseudotensor de tensión-energía-momento, esta separación no es cierta para todos los observadores, y no existe una definición general para obtenerla.
Esto suscita la cuestión de cómo definir el un concepto como la masa total de un sistema que se define fácilmente en la mecánica clásica, pero no tanto en teoría general de la relatividad. Resulta que, al menos para los espacios-tiempo que son asintóticamente plano (en términos generales, que representan algún sistema gravitatorio aislado en un espacio infinito, por lo demás vacío y sin gravedad), el ADM 3+1 conduce a una solución: al igual que en el formalismo hamiltoniano habitual, la dirección del tiempo utilizada en esa división tiene una energía asociada, que puede integrarse para dar lugar a una cantidad global conocida como masa ADM (o, equivalentemente, energía ADM). Alternativamente, existe la posibilidad de definir la masa para un espacio-tiempo estacionario, es decir, uno que tiene un campo vectorial de Killing similar al tiempo (que, como campo generador del tiempo, es canónicamente conjugado con la energía); el resultado es la llamada masa de Komar Aunque se define de una manera totalmente diferente, se puede demostrar que es equivalente a la masa ADM para los espacios-tiempo estacionarios. La definición de integral de Komar también puede generalizarse a campos no estacionarios para los que existe al menos una simetría asintótica de traslación en la dirección temporal; imponiendo una cierta condición gauge, se pueden definir la energía de Bondi en el infinito nulo.  En cierto modo, la energía del enfoque ADM mide toda la energía contenida en el espacio-tiempo, mientras que la energía de Bondi excluye aquellas partes arrastradas por las ondas gravitacionales hasta el infinito. Se ha dedicado un gran esfuerzo a demostrar teoremas de positividad para las masas que se acaban de definir, entre otras cosas porque la positividad, o al menos la existencia de un límite inferior, tiene que ver con la cuestión más fundamental de la limitación inferior: si no hubiera un límite inferior para la energía, ningún sistema aislado sería absolutamente estable; siempre existiría la posibilidad de una decadencia a un estado de energía total aún menor. Hay varios tipos de demostraciones de que tanto la masa ADM como la masa de Bondi son efectivamente positivas; en particular, esto significa que el espacio de Minkowski (para el que ambas son cero) es efectivamente estable. Aunque aquí nos hemos centrado en la energía, existen definiciones análogas para el momento global; dado un campo de vectores angulares de Killing y siguiendo la técnica de Komar, también se puede definir el momento angular global.
La desventaja de todas las definiciones mencionadas hasta ahora es que se definen sólo en el infinito (nulo o espacial); desde la década de 1970, los físicos y los matemáticos han trabajado en la empresa más ambiciosa de definir cantidades cuasi locales adecuadas, como la masa de un sistema aislado definida utilizando sólo cantidades definidas dentro de una región finita del espacio que contiene ese sistema.  Sin embargo, aunque hay una variedad de definiciones propuestas, como la energía de Hawking, la energía de Geroch o la energía-momento cuasi-local de Penrose basada en los métodos twistoriales, el campo todavía está en proceso de cambio.  Con el tiempo, se espera utilizar una masa cuasi-local definida adecuadamente para dar una formulación más precisa de la conjetura del aro, demostrar la llamada desigualdad de Penrose para los agujeros negros (que relaciona la masa del agujero negro con el área del horizonte) y encontrar una versión cuasi-local de las leyes dinámicas para agujeros negros.

## Tipos de masa en relatividad general

### Masa Komar en espaciostiempos estacionarios
Una espacio-tiempo estacionario es aquel que ninguno de los coeficientes métricos {\displaystyle g_{\mu \nu },} es función del tiempo. La métrica de Schwarzschild de un agujero negro o la métrica de Kerr de un agujero negro en rotación son ejemplos comunes de espacios-tiempo estacionarios.
Por definición, un espaciotiempo estacionario presenta simetría de traslación temporal. Esto se llama técnicamente un vector de Killing de tipo tiempo. Como el sistema tiene una simetría de traslación temporal, el teorema de Noether garantiza que existe una energía conservada. Dado que un sistema estacionario también tiene un marco de reposo bien definido en el que su momento puede considerarse nulo, la definición de la energía del sistema también define su masa. En relatividad general, esta masa se denomina masa de Komar del sistema. La masa de Komar sólo puede definirse para sistemas estacionarios.
La masa de Komar también puede definirse mediante una integral de flujo. Esto es similar a la forma en que la ley de Gauss define la carga encerrada por una superficie como la fuerza eléctrica normal multiplicada por el área. La integral de flujo utilizada para definir la masa de Komar es ligeramente diferente de la utilizada para definir el campo eléctrico, sin embargo, la fuerza normal no es la fuerza real, sino la "fuerza en el infinito". Para más detalles, véase el artículo principal sobre la masa de Komar.
De las dos definiciones, la descripción de la masa de Komar en términos de una simetría de traslación temporal es la que proporciona una visión más profunda.

### Masas de ADM y Bondi en espacios-tiempo asintóticamente planos
Si un sistema que contiene fuentes gravitacionales está rodeado por una región de vacío infinita, la geometría del espacio-tiempo tenderá a aproximarse al geometría de Minkowski de la relatividad especial en el infinito. Este tipo de espacio-tiempo se conoce como espacio-tiempo "asintóticamente plano".
Para sistemas en los que el espacio-tiempo es asintóticamente plano, pueden definirse la masa ADM y la energía, el momento lineal y la masa de Bondi. En términos del teorema de Noether, la energía, el momento lineal y la masa ADM se definen por las simetrías asintóticas en el infinito espacial, y la energía, el momento y la masa de Bondi se definen por las simetrías asintóticas en el infinito nulo. Nótese que la masa se calcula como la longitud del cuadrivector de energía-momento, que puede considerarse como la energía y el momento del sistema "en el infinito".
La energía ADM se define a través de la siguiente integral de flujo en el infinito. Si un espacio-tiempo es asintóticamente plano, esto significa que cerca del "infinito" la métrica tiende ser la del espacio plano. Las desviaciones asintóticas de la métrica lejos del espacio plano pueden ser parametrizadas por
{\displaystyle g_{\mu \nu }=\eta _{\mu \nu }+h_{\mu \nu }}
donde {\displaystyle \eta _{\mu \nu }} es la métrica del espacio plano. La energía ADM viene dada entonces por una integral sobre una superficie, {\displaystyle S} en el infinito
{\displaystyle P^{0}={1 \over 16\pi G}\int \left(\partial ^{k}h_{jk}-\partial ^{j}h_{kk}\right)d^{2}S_{j},}
donde {\displaystyle S_{j}} es la normal que apunta hacia afuera de {\displaystyle S}. Se asume el convenio de suma de Einstein para los índices repetidos, pero la suma sobre k y j sólo corre sobre las direcciones espaciales. El uso de derivadas ordinarias en lugar de derivadas covariantes en la fórmula anterior se justifica por la suposición de que la geometría asintótica es plana.
Se puede obtener alguna intuición para la fórmula anterior de la siguiente manera. Imaginemos que tomamos la superficie {\displaystyle S}, como una superficie esférica de modo que la normal apunta radialmente hacia fuera. A grandes distancias de la fuente de energía, {\displaystyle r}, se espera que el tensor {\displaystyle h_{ij}} decaiga como {\displaystyle r^{-1}} y la derivada con respecto a {\displaystyle r} lo convierte en {\displaystyle r^{-2}} El área de la esfera a gran radio también crece precisamente como {\displaystyle r^{2}} y por tanto se obtiene un valor finito para la energía.
También es posible obtener expresiones para el momento en un espaciotiempo asintóticamente plano. Para obtener tal expresión se define
{\displaystyle H^{\mu \alpha \nu \beta }=-{\bar {h}}^{\mu \nu }\eta ^{\alpha \beta }-\eta ^{\mu \nu }{\bar {h}}^{\alpha \beta }+{\bar {h}}^{\alpha \nu }\eta ^{\mu \beta }+{\bar {h}}^{\mu \beta }\eta ^{\alpha \nu }}
donde
{\displaystyle {\bar {h}}_{\mu \nu }=h_{\mu \nu }-{1 \over 2}\eta _{\mu \nu }h_{\alpha }^{\alpha }}
Entonces el momento se obtiene por una integral de flujo en la región asintóticamente plana
{\displaystyle P^{\mu }={1 \over 16\pi G}\int \partial _{\alpha }H^{\mu \alpha 0j}d^{2}S_{j}}
Obsérvese que la expresión para {\displaystyle P^{0}} obtenida a partir de la fórmula anterior coincide con la expresión dada anteriormente para la energía ADM como puede comprobarse fácilmente utilizando la expresión para {\displaystyle H^{\mu \alpha \nu \beta }}.

### El límite newtoniano para el espacio-tiempo casi plano
En el límite newtoniano, para sistemas cuasiestáticos en espacio-tiempos casi planos, se puede aproximar la energía total del sistema sumando los componentes no gravitacionales de la energía del sistema y luego restando la energía de enlace gravitacional "newtoniana".
Traduciendo la afirmación anterior al lenguaje de la relatividad general, decimos que un sistema en el espacio-tiempo casi plano tiene una energía total no gravitacional E y un momento P dado por:
{\displaystyle E=\int _{v}T_{00}dV\qquad P^{i}=\int _{V}T_{0i}dV}
Cuando las componentes del vector de momento del sistema son cero, es decir, Pi = 0, la masa aproximada del sistema es justa (E+Ebinding)/c2, Ebinding siendo un número negativo que representa la energía de enlace gravitatoria newtoniana.
Por lo tanto, cuando uno asume que el sistema es cuasi-estático, uno asume que no hay energía significativa presente en forma de "ondas gravitacionales".  Cuando uno asume que el sistema está en el espacio-tiempo "casi plano", uno asume que los coeficientes métricos son esencialmente minkowskiano dentro de un error experimental aceptable.
Se puede ver que las fórmulas para la energía total y el momento surgen naturalmente en este límite de la siguiente manera. En el límite linealizado, las ecuaciones de la relatividad general se pueden escribir en la forma
{\displaystyle \partial _{\alpha }\partial _{\beta }H^{\mu \alpha \nu \beta }=16\pi GT^{\mu \nu }}
En este límite, el momento de energía total del sistema se da simplemente integrando el tensor de tensión en una rebanada espacial.
{\displaystyle P^{\mu }=\int T^{\mu 0}d^{3}x}
Pero usando las ecuaciones de movimiento, uno también puede escribir esto como
{\displaystyle P^{\mu }={1 \over 16\pi G}\int \partial _{\alpha }\partial _{\beta }H^{\mu \alpha 0\beta }d^{3}x={1 \over 16\pi G}\int \partial _{\alpha }\partial _{j}H^{\mu \alpha 0j}d^{3}x}
donde la suma sobre j corre sólo sobre las direcciones espaciales y la segunda igualdad utiliza el hecho de que {\displaystyle H^{\mu \alpha \nu \beta }} es antisimétrica en {\displaystyle \nu } y {\displaystyle \beta }.
Finalmente, se usa la ley de Gauss para convertir la integral de una divergencia sobre la rebanada espacial en una integral sobre una esfera gaussiana.
{\displaystyle {1 \over 16\pi G}\int \partial _{\alpha }\partial _{j}H^{\mu \alpha 0j}d^{3}x={1 \over 16\pi G}\int \partial _{\alpha }H^{\mu \alpha 0j}d^{2}S_{j}}
que coincide precisamente con la fórmula para el momento total dada anteriormente.

## Discusión histórica del concepto de masa en RG
En 1918, David Hilbert escribió sobre la dificultad de asignar una energía a un "campo" y "el fracaso del teorema de la energía" en una correspondencia con  Klein. En esta carta, Hilbert conjeturó que esta falla es un rasgo característico de la teoría general de la relatividad, y que en lugar de "teoremas de energía apropiados" uno tenía "teoremas de energía inapropiados".
Esta conjetura pronto demostró ser correcta por uno de los asociados cercanos de Hilbert, Emmy Noether. El teorema de Noether se aplica a cualquier sistema que pueda ser descrito por una integral de acción. El teorema de Noether asocia las energías conservadas con simetrías de traslación temporal. Como la simetría de traslación temporal se puede representar por un grupo uniparamétrico, que es subgrupo del grupo de Poincaré, el teorema de Noether conlleva una energía escalar conservada para el sistema en cuestión. De manera similar, el teorema de Noether asocia momentos conservados con traslaciones espaciales, cuando el grupo de simetría de las traslaciones es dimensión finita. Debido a que la Relatividad General es una teoría invariante difeomorfismo, tiene un grupo continuo infinito de simetrías en lugar de un grupo de simetrías finito y, por lo tanto, tiene la estructura de grupo incorrecta para garantizar una energía conservada. El teorema de Noether ha sido extremadamente influyente en inspirar y unificar varias ideas de masa, energía del sistema y momento del sistema en la Relatividad General.
Como ejemplo de la aplicación del teorema de Noether está el ejemplo de los tiempos espaciales estacionarios y su masa de Komar asociada (Komar, 1959).  Mientras que los espacio-tiempos generales carecen de una simetría de traslación temporal de parámetros finitos, los espacio-tiempos estacionarios tienen tal simetría, conocida como vector de Killing. El teorema de Noether demuestra que tales espacios-tiempo estacionarios deben tener una energía conservada asociada. Esta energía conservada define una masa conservada, la masa de Komar.
La masa ADM se introdujo (Arnowitt et al., 1960) a partir de una formulación de valor inicial de la relatividad general. Más tarde fue reformulado en términos del grupo de simetrías asintóticas en el infinito espacial, el grupo SPI, por varios autores. Esta reformulación hizo mucho para aclarar la teoría, incluyendo la explicación de por qué el momento ADM y la energía ADM se transforman como un 4-vector (Held, 1980).  Tenga en cuenta que el grupo SPI es en realidad de dimensión infinita. La existencia de cantidades conservadas se debe a que el grupo SPI de "supertraslaciones" tiene un subgrupo preferido de 4 parámetros de traslaciones "puras", que, por el teorema de Noether, genera una energía-momento de 4 parámetros conservados.  La norma de esta energía-momento de 4 parámetros es la masa ADM.
La masa de Bondi se introdujo (Bondi, 1962) en un artículo que estudiaba la pérdida de masa de los sistemas físicos a través de la radiación gravitacional.  La masa de Bondi también se asocia con un grupo de simetrías asintóticas, el grupo BMS en infinito nulo.  Al igual que el grupo SPI en el infinito espacial, el grupo BMS en el infinito nulo es de dimensión infinita, y también tiene un subgrupo preferido de 4 parámetros de traslaciones "puras".
Otro enfoque del problema de la energía en la Relatividad General es el uso de pseudotensores como el pseudotensor de Landau-Lifshitz. (Landau y Lifshitz, 1962). Los pseudotensores no son invariantes de gauge debido a esto, solo dan respuestas consistentes independientes del gauge para la energía total cuando se cumplen restricciones adicionales (como la planitud asintótica).  La dependencia del medidor de pseudotensores también impide cualquier definición independiente del medidor de la densidad de energía local, ya que cada elección de medidor diferente da como resultado una densidad de energía local diferente.

## Conservación de la energía en RG
Debido a las peculiaridades de la relatividad general y su tratamiento del campo gravitatorio no existe una manera unívoca de construir una magnitud que represente la energía total conjunta de la materia y el espacio-tiempo que se conserve. La explicación intuitiva de este hecho es que debido a que un espacio-tiempo puede carecer de simetría temporal, hecho que se refleja en que no existen vectores de Killing temporales en dicho espacio-tiempo, por lo que no puede hablarse de invariancia temporal de las ecuaciones de movimiento, al no existir un tiempo ajeno al propio tiempo coordenado del espacio-tiempo.
Otra de las consecuencias del tratamiento que hace la teoría de la relatividad general del espacio-tiempo es que no existe un tensor de energía-impulso bien definido. Aunque para ciertos sistemas de coordenadas puede construirse el llamado pseudotensor de energía-impulso, con propiedades similares a un suspensorio, pero que solo puede definirse en sistemas de coordenadas que cumplen ciertas propiedades específicas.
Por otro lado, aún en la teoría de la relatividad general para cierto tipo de sistemas muy especiales, puede construirse una magnitud asimilable a la energía total del sistema. Un ejemplo de estos sistemas son los espacio-tiempos asintóticamente planos caracterizados por una estructura causal peculiar y ciertas condiciones técnicas muy restrictivas; estos sistemas son el equivalente en teoría de la relatividad de los sistemas aislados.
Finalmente cabe señalar, que dentro de algunas teorías alternativas a la relatividad general, como la teoría relativista de la gravitación de Anatoli Logunov y M. A. Mestvirishvili, sí puede definirse unívocamente la energía total del sistema de materia. Esta teoría es totalmente equivalente a la teoría de la relatividad general en regiones desprovistas de materia, y predice desviaciones de la misma solo en regiones ocupadas por materia. En particular, la teoría de Logunov y Mestvirishvili predice la no ocurrencia de agujeros negros, y esa es una de las principales predicciones que la diferencian de la teoría general de la relatividad de Albert Einstein.